# Ніколаус фон Форманн
Ніколаус фон Форманн (нім. Nikolaus von Vormann; нар. 24 грудня 1895, Ноймарк, Західна Пруссія — пом. 26 жовтня 1959, Берхтесгаден) — німецький воєначальник часів Третього Рейху, генерал танкових військ Вермахту (1944). Кавалер Лицарського хреста Залізного хреста (1943). Учасник Першої та Другої світових війн; командував з'єднаннями і об'єднаннями.

## Біографія
Військова кар'єра
- 3 серпня 1914 — кадет
- 29 січня 1915 — лейтенант
- 1 лютого 1926 — оберлейтенант
- 1932 — гауптман
- 1935 — майор
- 1 серпня 1938 — оберстлейтенант
- 1 вересня 1940 — оберст
- 1 січня 1943 — генерал-майор
- 1 липня 1943 — генерал-лейтенант
- 27 червня 1944 — генерал танкових військ

Ніколаус фон Форманн народився 24 грудня 1895 року в місті Ноймарк у Західній Пруссії.
З початком Першої світової війни 3 серпня 1914 року вступив волонтером до 26-го піхотного полку «Фюрста Леопольда фон Ангальт-Дассау» Прусської армії. Бився на полях Західного фронту у складі 7-ї піхотної дивізії. За бойові заслуги нагороджений Залізним хрестом 1-го і 2-го класу; 29 січня 1915 року присвоєне військове звання лейтенант. Після поразки Німецької імперії у війні, та демобілізації армії залишився на службі в рейхсвері, пройшов підготовку офіцера Генерального штабу.
З 1 червня 1938 року начальник оперативного відділу Х-го армійського корпусу. 1 вересня 1939 року з початком Другої світової війни призначений офіцером зв'язку ОКХ при Головній квартирі фюрера. З 1 жовтня 1939 року начальник штабу 3-го армійського корпусу, з яким брав участь у Французькій кампанії. З 1 червня 1940 по 26 лютого 1942 року начальник штабу 28-го армійського корпусу, з яким з 22 червня 1941 року вступив у війну на німецько-радянському фронті (з жовтня 1941 року — під Ленінградом).
З 26 грудня 1942 року командир 23-ї танкової дивізії на південній ділянці радянсько-німецького фронту.
22 серпня 1943 нагороджений Лицарським хрестом Залізного хреста.
З 31 грудня 1943 року по 4 березня 1944 року командир XLVII-го танкового корпусу, що воював у районі Кіровограда. З 27 червня по 21 вересня 1944 командував 9-ю армією групи армій «Центр». З 5 жовтня 1944 командувач укріпленими районами на Південному Сході.
4 травня 1945 року Форманн був призначений комендантом «Альпійської фортеці» — укріпленого району, який, як вважав А. Гітлер, зможе чинити опір противнику ще протягом дуже тривалого часу. Проте у травні 1945 року фон Форманн капітулював.
Помер 26 жовтня 1959 року в місті Берхтесгаден.